# Brani musicali al numero uno in Finlandia (2009)
Questa è la lista delle canzoni al numero uno in Finlandia nel 2009 secondo la Suomen virallinen lista.
L'elenco a sinistra (Suomen virallinen singlelista, "Classifica finlandese ufficiale dei singoli") rappresenta l'elenco dei singoli più venduti sia fisicamente sia online mentre quella a sinistra (Suomen virallinen latauslista, "Classifica finlandese ufficiale del download") rappresenta la classifica dei singoli venduti solamente online.

## Classifica
| Suomen virallinen singlelista  | Suomen virallinen singlelista          | Suomen virallinen singlelista       | Suomen virallinen singlelista |  | Suomen virallinen latauslista | Suomen virallinen latauslista          | Suomen virallinen latauslista       | Suomen virallinen latauslista |
| Settimana                      | Canzone                                | Artista/i                           | Nota                          |  | Settimana                     | Canzone                                | Artista/i                           | Nota                          |
| ------------------------------ | -------------------------------------- | ----------------------------------- | ----------------------------- |  | ----------------------------- | -------------------------------------- | ----------------------------------- | ----------------------------- |
| Settimana 1 (30 dicembre 2008) | Hot N Cold                             | Katy Perry                          | [ 1 ]                         |  | Settimana 1                   | Hot N Cold                             | Katy Perry                          | [ 2 ]                         |
| Settimana 2 (6 gennaio 2009)   | Poker Face                             | Lady Gaga                           | [ 3 ]                         |  | Settimana 2                   | Poker Face                             | Lady Gaga                           | [ 4 ]                         |
| Settimana 3 (13 gennaio)       | Poker Face                             | Lady Gaga                           | [ 5 ]                         |  | Settimana 3                   | Poker Face                             | Lady Gaga                           | [ 6 ]                         |
| Settimana 4 (20 gennaio)       | Poker Face                             | Lady Gaga                           | [ 7 ]                         |  | Settimana 4                   | Poker Face                             | Lady Gaga                           | [ 8 ]                         |
| Settimana 5 (27 gennaio)       | Poker Face                             | Lady Gaga                           | [ 9 ]                         |  | Settimana 5                   | Poker Face                             | Lady Gaga                           | [ 10 ]                        |
| Settimana 6 (3 febbraio)       | Poker Face                             | Lady Gaga                           | [ 11 ]                        |  | Settimana 6                   | Poker Face                             | Lady Gaga                           | [ 12 ]                        |
| Settimana 7 (10 febbraio)      | Poker Face                             | Lady Gaga                           | [ 13 ]                        |  | Settimana 7                   | Poker Face                             | Lady Gaga                           | [ 14 ]                        |
| Settimana 8 (17 febbraio)      | Poker Face                             | Lady Gaga                           | [ 15 ]                        |  | Settimana 8                   | Poker Face                             | Lady Gaga                           | [ 16 ]                        |
| Settimana 9 (24 marzo)         | Poker Face                             | Lady Gaga                           | [ 17 ]                        |  | Settimana 9                   | Poker Face                             | Lady Gaga                           | [ 18 ]                        |
| Settimana 10 (3 marzo)         | Serotonin                              | Widescreen Mode                     | [ 19 ]                        |  | Settimana 10                  | Serotonin                              | Widescreen Mode                     | [ 20 ]                        |
| Settimana 11 (10 marzo)        | Ravistettava ennen käyttöä             | Apulanta                            | [ 21 ]                        |  | Settimana 11                  | Ravistettava ennen käyttöä             | Apulanta                            | [ 22 ]                        |
| Settimana 12 (17 marzo)        | Poker Face                             | Lady Gaga                           | [ 23 ]                        |  | Settimana 12                  | Poker Face                             | Lady Gaga                           | [ 24 ]                        |
| Settimana 13 (24 marzo)        | Poker Face                             | Lady Gaga                           | [ 25 ]                        |  | Settimana 13                  | Poker Face                             | Lady Gaga                           | [ 26 ]                        |
| Settimana 14 (31 marzo)        | Lose Control                           | Waldo's People                      | [ 27 ]                        |  | Settimana 14                  | Poker Face                             | Lady Gaga                           | [ 28 ]                        |
| Settimana 15 (7 aprile)        | Lose Control                           | Waldo's People                      | [ 29 ]                        |  | Settimana 15                  | Poker Face                             | Lady Gaga                           | [ 30 ]                        |
| Settimana 16 (14 aprile)       | Poker Face                             | Lady Gaga                           | [ 31 ]                        |  | Settimana 16                  | Poker Face                             | Lady Gaga                           | [ 32 ]                        |
| Settimana 17 (21 aprile)       | Jos mä oisin sä                        | Cheek                               | [ 33 ]                        |  | Settimana 17                  | Jos mä oisin sä                        | Cheek                               | [ 34 ]                        |
| Settimana 18 (28 aprile)       | Silver Bride                           | Amorphis                            | [ 35 ]                        |  | Settimana 18                  | Jos mä oisin sä                        | Cheek                               | [ 36 ]                        |
| Settimana 19 (5 maggio)        | Nyt huudetaan Ihanaa, Leijonat, ihanaa | Antero Mertaranta                   | [ 37 ]                        |  | Settimana 19                  | Nyt huudetaan Ihanaa, Leijonat, ihanaa | Antero Mertaranta                   | [ 38 ]                        |
| Settimana 20 (12 maggio)       | Jos mä oisin sä                        | Cheek                               | [ 39 ]                        |  | Settimana 20                  | Jos mä oisin sä                        | Cheek                               | [ 40 ]                        |
| Settimana 21 (19 maggio)       | Kesävainaja                            | Viikate                             | [ 41 ]                        |  | Settimana 21                  | Fairytale                              | Alexander Rybak                     | [ 42 ]                        |
| Settimana 22 (26 maggio)       | Nälkämaan laulu (Urhousremix 09)       | DJ Urho                             | [ 43 ]                        |  | Settimana 22                  | Fairytale                              | Alexander Rybak                     | [ 44 ]                        |
| Settimana 23 (2 giugno)        | Fairytale                              | Alexander Rybak                     | [ 45 ]                        |  | Settimana 23                  | Fairytale                              | Alexander Rybak                     | [ 46 ]                        |
| Settimana 24 (9 giugno)        | Karkuri                                | Järjestyshäiriö                     | [ 47 ]                        |  | Settimana 24                  | Karkuri                                | Järjestyshäiriö                     | [ 48 ]                        |
| Settimana 25 (16 giugno)       | C'est La Vie                           | Anna puu                            | [ 49 ]                        |  | Settimana 25                  | C'est La Vie                           | Anna puu                            | [ 50 ]                        |
| Settimana 26 (23 giugno)       | Juuret                                 | Antti Tuisku                        | [ 51 ]                        |  | Settimana 26                  | Jos mä oisin sä                        | Cheek                               | [ 52 ]                        |
| Settimana 27 (30 giugno)       | Juuret                                 | Antti Tuisku                        | [ 53 ]                        |  | Settimana 27                  | Poikkeus sääntöön                      | Aste                                | [ 54 ]                        |
| Settimana 28 (7 luglio)        | Suudellaan                             | Lauri Tähkä & Elonkerjuu            | [ 55 ]                        |  | Settimana 28                  | Poikkeus sääntöön                      | Aste                                | [ 56 ]                        |
| Settimana 29 (14 luglio)       | Jai Ho! (You Are My Destiny)           | Pussycat Dolls (feat. A. R. Rahman) | [ 57 ]                        |  | Settimana 29                  | Jai Ho! (You Are My Destiny)           | Pussycat Dolls (feat. A. R. Rahman) | [ 58 ]                        |
| Settimana 30 (21 luglio)       | Jai Ho! (You Are My Destiny)           | Pussycat Dolls (feat. A. R. Rahman) | [ 59 ]                        |  | Settimana 30                  | Jai Ho! (You Are My Destiny)           | Pussycat Dolls (feat. A. R. Rahman) | [ 60 ]                        |
| Settimana 31 (28 luglio)       | Jai Ho! (You Are My Destiny)           | Pussycat Dolls (feat. A. R. Rahman) | [ 61 ]                        |  | Settimana 31                  | Jai Ho! (You Are My Destiny)           | Pussycat Dolls (feat. A. R. Rahman) | [ 62 ]                        |
| Settimana 32 (4 agosto)        | Jai Ho! (You Are My Destiny)           | Pussycat Dolls (feat. A. R. Rahman) | [ 63 ]                        |  | Settimana 32                  | Jai Ho! (You Are My Destiny)           | Pussycat Dolls (feat. A. R. Rahman) | [ 64 ]                        |
| Settimana 33 (11 agosto)       | Celebration                            | Madonna                             | [ 65 ]                        |  | Settimana 33                  | Celebration                            | Madonna                             | [ 66 ]                        |
| Settimana 34 (18 agosto)       | Celebration                            | Madonna                             | [ 67 ]                        |  | Settimana 34                  | Celebration                            | Madonna                             | [ 68 ]                        |
| Settimana 35 (25 agosto)       | Celebration                            | Madonna                             | [ 69 ]                        |  | Settimana 35                  | Celebration                            | Madonna                             | [ 70 ]                        |
| Settimana 36 (1º settembre)    | Celebration                            | Madonna                             | [ 71 ]                        |  | Settimana 36                  | Celebration                            | Madonna                             | [ 72 ]                        |
| Settimana 37 (8 settembre)     | Celebration                            | Madonna                             | [ 73 ]                        |  | Settimana 37                  | Celebration                            | Madonna                             | [ 74 ]                        |
| Settimana 38 (15 settembre)    | Kiitos ja kunnia                       | Yö                                  | [ 75 ]                        |  | Settimana 38                  | Celebration                            | Madonna                             | [ 76 ]                        |
| Settimana 39 (22 settembre)    | Celebration                            | Madonna                             | [ 77 ]                        |  | Settimana 39                  | Celebration                            | Madonna                             | [ 78 ]                        |
| Settimana 40 (29 settembre)    | Pussy                                  | Rammstein                           | [ 79 ]                        |  | Settimana 40                  | Pussy                                  | Rammstein                           | [ 80 ]                        |
| Settimana 41 (6 ottobre)       | Polte päästä paratiisiin               | Jarkko Martikainen                  | [ 81 ]                        |  | Settimana 41                  | Polte päästä paratiisiin               | Jarkko Martikainen                  | [ 82 ]                        |
| Settimana 42 (13 ottobre)      | Frontrow Girl                          | White Flame                         | [ 83 ]                        |  | Settimana 42                  | Frontrow Girl                          | White Flame                         | [ 84 ]                        |
| Settimana 43 (20 ottobre)      | Polte päästä paratiisiin               | Jarkko Martikainen                  | [ 85 ]                        |  | Settimana 43                  | Polte päästä paratiisiin               | Jarkko Martikainen                  | [ 86 ]                        |
| Settimana 44 (27 ottobre)      | Polte päästä paratiisiin               | Jarkko Martikainen                  | [ 87 ]                        |  | Settimana 44                  | Polte päästä paratiisiin               | Jarkko Martikainen                  | [ 88 ]                        |
| Settimana 45 (3 novembre)      | Umbrella                               | The Baseballs                       | [ 89 ]                        |  | Settimana 45                  | Umbrella                               | The Baseballs                       | [ 90 ]                        |
| Settimana 46 (10 novembre)     | Umbrella                               | The Baseballs                       | [ 91 ]                        |  | Settimana 46                  | Umbrella                               | The Baseballs                       | [ 92 ]                        |
| Settimana 47 (17 novembre)     | Umbrella                               | The Baseballs                       | [ 93 ]                        |  | Settimana 47                  | Umbrella                               | The Baseballs                       | [ 94 ]                        |
| Settimana 48 (24 novembre)     | Umbrella                               | The Baseballs                       | [ 95 ]                        |  | Settimana 48                  | Umbrella                               | The Baseballs                       | [ 96 ]                        |
| Settimana 49 (1º dicembre)     | Kuollut kävelee                        | Kotiteollisuus                      | [ 97 ]                        |  | Settimana 49                  | Umbrella                               | The Baseballs                       | [ 98 ]                        |
| Settimana 50 (8 dicembre)      | Umbrella                               | The Baseballs                       | [ 99 ]                        |  | Settimana 50                  | Umbrella                               | The Baseballs                       | [ 100 ]                       |
| Settimana 51 (15 dicembre)     | Umbrella                               | The Baseballs                       | [ 101 ]                       |  | Settimana 51                  | Umbrella                               | The Baseballs                       | [ 102 ]                       |
| Settimana 52 (22 dicembre)     | Bad Romance                            | Lady Gaga                           | [ 103 ]                       |  | Settimana 52                  | Bad Romance                            | Lady Gaga                           | [ 104 ]                       |